# Ožďany
Ožďany és un poble i municipi d'Eslovàquia. Es troba a la regió de Banská Bystrica.

## Història
La primera menció escrita de la vila es remunta al 1332.

## Demografia
| Godina             | 1994 | 2004   | 2014   | 2024   |
| ------------------ | ---- | ------ | ------ | ------ |
| Nombre de persones | 1516 | 1574   | 1641   | 1583   |
| Diferència         |      | +3,82% | +4,25% | −3,53% |

| Godina             | 2023 | 2024   |
| ------------------ | ---- | ------ |
| Nombre de persones | 1590 | 1583   |
| Diferència         |      | −0,44% |